# Муар (тканина)

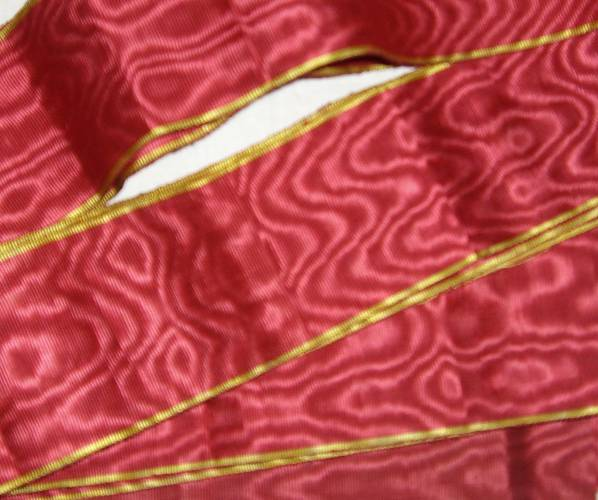
Муарова стрічка

Муа́р (фр. moire) — шовкова тканина з мінливим полиском, переливами у вигляді муарового візерунку. Цей ефект створюється під час обробки тканини її каландруванням — протяганням між нагрітими мідяними циліндрами (каландрами), які можуть бути карбованими. Тканину перед каландруванням часто попередньо змочують. Ефект полиску досягається внаслідок нерівномірного ущільнення різних ділянок тканини гарячим тиском. Зараз муар виготовляють також з синтетичних тканин.
Французьке moire утворене від дієслова moirer («робити полиск на тканині»), що через середньофранцузьке mocayart походить від араб. مُخَيَّر, «мухаяр» («вибраний»). Так називали високоякісну вовну ангорських кіз (звідси також через англійське посередництво походить і слово «мохер»).
Традиційна сфера вжитку муарової тканини — виробництво орденських стрічок. Рідше його використовують для пошиття одягу: у XIX ст. з нього часто шили вечірні сукні.